# Hieronymus II. Mühlmann
Hieronymus II. Mülmann SJ (auch Mühlmann; * 1606 in Leipzig; † 22. Oktober 1666 in Kopenhagen) war ein deutscher römisch-katholischer Theologe, Rektor und Missionar in Dänemark.

## Leben
Mühlmann, genannt nach dem väterlichen Großvater Hieronymus I. Mühlmann (* 1535; † 1587, 1568–1576 Pfarrer in Wiederau, 1575 Diakonus dann 1585 Archidiakonus in Pegau), wuchs in Leipzig auf, wo sein Vater Johann Mühlmann als Pastor und (nach einem Intermezzo in Laucha an der Unstrut) ab 1607 auch als Professor wirkte. Am 2. November 1607 starb seine Mutter Dorothea an der Pest; 1608 heiratete der Vater wieder, starb aber 1613, so dass Mühlmann mit nur 7 Jahren Vollwaise wurde. Beide Söhne aus der ersten Ehe sind katholisch geworden. Mühlmann studierte Philosophie und Theologie in Köln, wo er konvertierte und 1627 in die Gesellschaft Jesu eintrat. Als Jesuit, suchte Mühlmann sich an der evangelischen Kirche, die er verlassen hatte, zum Sieger aufzuwerfen, mit seinem Werk: Mysterium fraudis ; den verfälschten Löse=Schlüssel Lutheri; Beweiß, daß die Evangelisch genannte Lutherische und Calvinische Lehrer keinen rechten Verstand der Bibel haben finden und deswegen auch kein wahres Wort GOttes haben können, Cöln 1654.4., wider Johann  Benedict Carpzov Snr. Im Jahre 1564 bekam er von Johann Benedict Carpzov seine Antwort. Auch schrieb er wider Matthias Hoë von Hoënegg, Johann Georg Dorfcheus und andere protestantische Lehrer. Sonstige Werke von ihm sind: lenem correctionem Dorsehai; notas in epistolam Rantzovii; catholicae fidei speculum contra Hle; censuram disquisitionis de ecclesia & Babylone contra Jo. Coccinm. Mühlmann kam im Jahr 1660 mit Freiherr Johann von Goëss (später Johann VIII. Bischof von Gurk und Kardinal) nach Dänemark. Nach Harenberg kam Mühlmann nach Dänemark, um die Aufnahme von Jesuiten aus Polen zu verhindern. Er gab sich für einen Lutheraner aus.

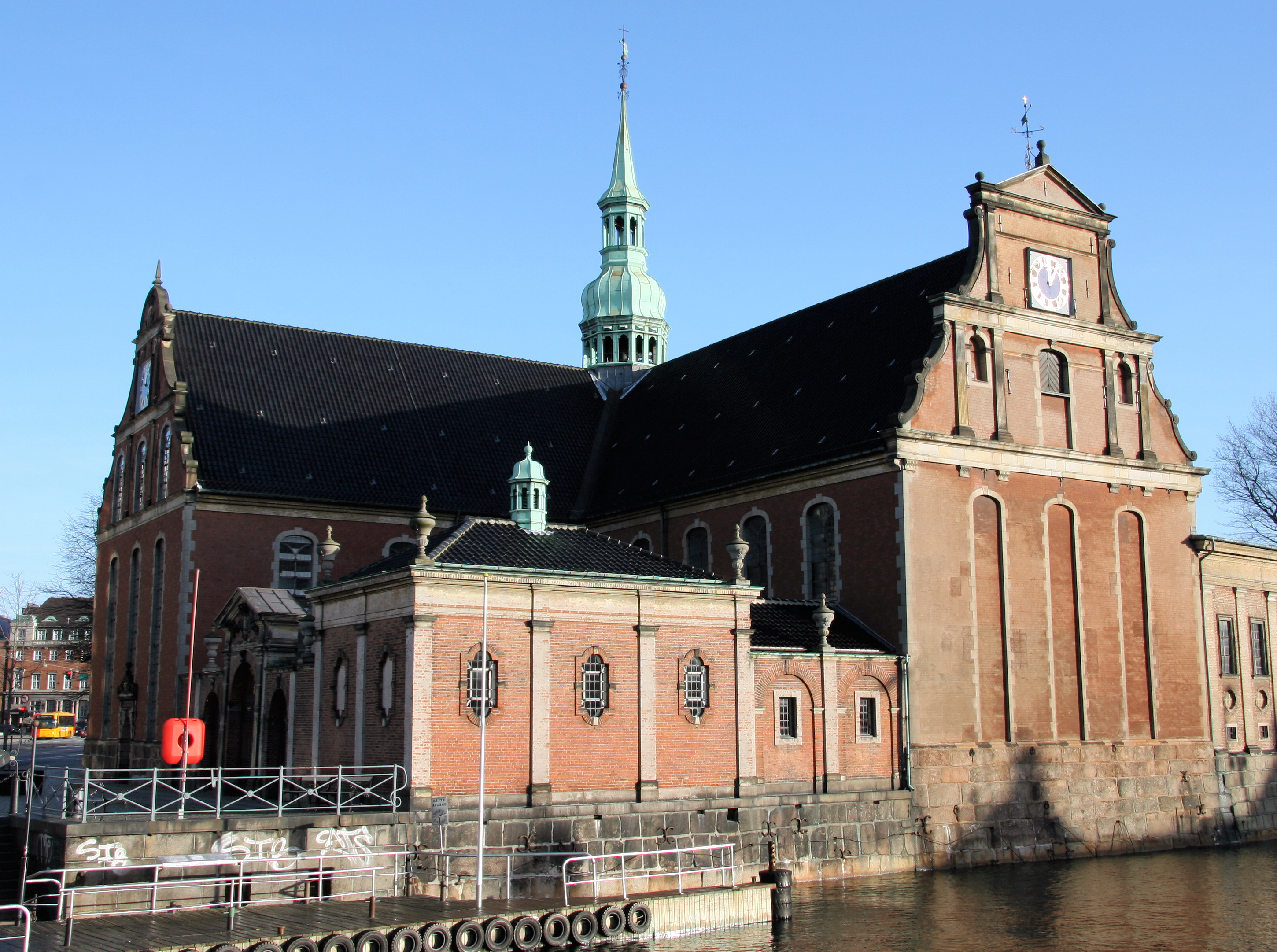
Holmens Kirke, Kopenhagen. Hier wurde Hieronymus Mühlmann bestattet

Er starb als Apostolischer Missionar in Kopenhagen und wurde mit königlich schwedischer Genehmigung in die Holmens Kirke ehrenvoll bestattet. Hierüber berichtete Isaac de Trop, Kurat von Antoine de Courtin.

## Familie
Mühlmanns Eltern waren der Leipziger Archidiakonus der Nikolaikirche Johann I. Mühlmann (1573–1613), verheiratet in erster Ehe im September 1599 mit Dorothea Gleser (getauft 10. Dezember 1579 in Pegau, † 2. November 1607 an der Pest in Leipzig).
Mühlmanns Onkel Christian Mühlmann (* 1582 in Wiederau; † 1642 in Pegau) war seit 1609 Diakonus und seit 1626 Archidiakonus in Pegau.
Mühlmanns Geschwister waren:
- Johann II. Mühlmann SJ (* 12. Mai 1600; † 10. Februar 1651[5]), katholischer Theologe, Mönch, des Fürsten Johann Ludwig von Nassau-Hadamar Beichtvater.[6]
- Magdalena Mühlmann (* um 1600; † 16. November 1633) ⚭ Jacob Lossius (* 22. Juni 1596; † 28. Januar 1663), Philosoph, Pfarrer und Superintendent in Borna.

und die Halbgeschwister:
- Paul Mühlmann (getauft den 17. Oktober 1609; † 1642), Magister (Universität Breslau); 1636–1642 Pfarrer in Reichardtswerben, danach in Weißenfels.
- Christian II. Mühlmann (* 11. Februar 1611; † 13. September 1660), Magister, Pfarrer in Lützschena und Hänichen bei Leipzig.[7]
- Maria Mühlmann (* 11. Februar 1611)
- Susanna Mühlmann (getauft den 15. Juli 1612), verheiratet seit 1635 mit Joachim Pollio (* 7. April 1602; † 3. Juni 1656), Archidiakonus in Breslau.
- Gertrautte Mühlmann (getauft den 29. Dezember 1613).

## Werke
- Mysterium Fraudis Seu Tectae Praestigiae Quibus Ministri Reformationem Ecclesiae Professi Innocentes Et Incautos Animos Sub Specioso Verbi Divini, Scriptorumque Propheticorum et Apostolicorum nomine fraudulenterludunt, At qve per propriam Interpretationem ad verbum & commenta a mere humana, lubrica, & falsacum salutis aterna iactura exitiose pertrahunt, ad meridianum Solem in oculis omnium detecta. Avthore  R.P. Hieronymo Mvlman Lipsiensi E Societate IESV. COLONIÆ AGRIPPINÆ, Apud Iodocum Kalcovium Bibliopolam. 1650.
- Gelinde Correction, Darmit fürnehmlich das vnzeitige Bedencken, welches über Deß Durchleuchtigen und Hochgebornen Fürsten und Herzen/ Herrn Ernesti, Landgraffen zu Hessen /Fürsten zu Hirschfeld/Graffen zu Catzen.Elnbogen / Dietz /Zigenheyn/Nidda und Schwanenburg/ec. …. 1652.
- Verfälschter Löse-Schlüssel / Oder Außführlicher Bericht von der Trostreichen Gnaden-Absolution/welche die Trewgeslissene Seelsorger Augspurgischer Confession dem Geist-geängsten und bußfertigem Beichtskind hertzerfreulich anbieten/und Glaubens-kräfftlich ertheilen. Auß Martini Lutheri, Und anderer Lehrer Schriften fleissig zusammen getragen…. 1653.
- Unwiedertreiblicher Einziger Beweiß, daß die Evangelisch-genante Lutherische und Calvinische Lehrer keinen rechten verstandt der Bibel finden, und derowegen auch kein wahres wort Gottes haben können / Auß ihrer eigenen Grundlehr von der Erbsündt gezogen und Herrn Ioan. Bened. Carpzov Leipßigischen Prediger anstatt einen angezündten Beyliechts …. 1654.
- Glaubens-Spiegel Darinnen Die Wahre/Catholische Lehre in denen Artickeln/so die Unselige Reformation streitig gemacht/klärlich fürgestellet/ Gründlich erwiesen/und unbeweglich erhatten. Darneben aber Der Lutherische Gegen Lehr/so D. Matthias Höe/ Weiland Chur-Sachsischer Ober-Hoff Prediger in seinem Evangelisch genennten Handbuch und vermeinten Christlichen Bekänendiß schützen wollen/gefärbte Richtigkeit…. 1657.
- Censura Disquisitionis, Quam De Ecclesia Et Babylone edidit Joannes Cocceius, Professor Leidensis, Auctore Hieronymo Mulmanno, Societas Iesu conscripta, S. Augustinus lib. De Symbolo ad Catechumenos, cap.6. Coloniae Paul Metternich, 1659.
- lenem correctionem Dorsehai.
- notas in epistolam Rantzovii.
- catholicae fidei speculum contra Hle.
- censuram disquisitionis de ecclesia.